# Neolamprologus gracilis
Neolamprologus gracilis (Synonym: Lamprologus gracilis) ist eine Buntbarschart, die endemisch bei  Cape Kapampa im ostafrikanischen Tanganjikasee vorkommt.

## Merkmale
Neolamprologus gracilis wird maximal 9 cm lang und ist damit eine relativ große Art aus der Neolamprologus pulcher-Artengruppe. Die Körperhöhe liegt nur bei 25 bis 28 % der Standardlänge, die Kopflänge bei 31–33 % der Standardlänge. Neolamprologus gracilis ist beige gefärbt mit einer helleren Unterseite und zahlreichen weißen Punkten auf den Körperseiten und den unpaaren Flossen. Letztere sind an den Spitzen lang ausgezogen. Schuppenscheiden zu beiden Seiten von Rücken- und Afterflosse sind deutlich entwickelt und hoch. Auf dem Kiemendeckel befindet sich ein dunkler Fleck. Verglichen mit anderen Arten aus der Neolamprologus pulcher-Artengruppe hat Neolamprologus gracilis zahlreiche Kiemenrechen (16–18). In einer Querreihe (Transversalreihe) unterhalb der oberen Seitenlinie zählt man 11,5 bis 13,5 Schuppen.
- Flossenformel: Dorsale XIX–XX/7–8, Anale VI/5–7
- Schuppenformel 21–26/7–13 (SL), 33–36 (mLR)

## Lebensweise
Neolamprologus gracilis lebt als Einzelgänger oder in kleinen Gruppen an Felsküsten. In seinem Verbreitungsgebiet kommt er sympatrisch mit der nah verwandten Art Neolamprologus pulcher vor.